# Alaungpaya
Alaungpaya (birman အလောင်းဘုရား), Alompra ou Alaung Mintaya (birman အလောင်းမင်းတရား, littéralement Futur Roi-Bouddha), (24 septembre 1714 – 11 mai 1760,) est un roi de Birmanie, fondateur de la dynastie Konbaung et du troisième empire birman. À sa mort en 1760, cet ancien chef de village de Haute-Birmanie avait réunifié le pays, soumis l'état de Manipur, récupéré le Lanna et expulsé la Compagnie française des Indes orientales et la Compagnie anglaise des Indes orientales, qui avaient aidé le royaume restauré d'Hanthawaddy (1740-1757). Il avait aussi fondé Rangoun en 1755. Il mourut de maladie durant la guerre contre le Siam.
Il est considéré comme un des trois plus grands rois de Birmanie avec Anawrahta et Bayinnaung, pour avoir unifié le pays pour la troisième fois dans l'histoire de la Birmanie.

## Jeunesse
Il était né sous le nom d'Aung Zeya (littéralement Victoire Victorieuse) à Moksobo (Shwebo), petit village à 50 km au nord-ouest d'Ava, dans la vallée de la Mu. Il était le second fils de Min Nyo San (birman မင်းညိုစံ) et de son épouse Saw Nyein Oo (စောငြိမ်းဦး), appartenant à des familles qui avaient administré le village depuis des générations : son père Min Nyo San était un chef héréditaire de Moksobo et son oncle Kyawswa Htin (ကျော်စွာထင်), plus connu comme Sitha Mingyi (စည်သာမင်းကြီး), était le seigneur du district de la vallée de la Mu. Alaungpaya affirmait descendre d'un commandant de cavalerie du XVe siècle, frère du roi  d'Ava Mohnyin Thado (1390–1440) et de la lignée royale de Pagan. Sa famille était nombreuse et liée par le sang et par des mariages à beaucoup d'autres familles de la petite noblesse de la vallée. En 1730, il épousa Yun San (ယွန်းစံ, 1713–1771), fille du chef d'un village voisin, Siboktara (စည်ပုတ္တရာ). Ils eurent six fils et trois filles (leur quatrième fille mourut jeune).

## Chef de Moksobo et second de la vallée de la Mu
Au moment de sa jeunesse, l'autorité de la dynastie Taungû connaissait un déclin rapide. Les « souverains de palais » d'Ava avaient été incapables de se défendre contre les raids dévastateurs de Manipur, qui s'aventuraient de plus en plus profondément en Haute-Birmanie depuis 1724, ni d'organiser une expédition punitive contre Manipur elle-même, bien que la Birmanie fût largement plus grande que celle-ci. Ava avait aussi échoué à reprendre le Lanna (Chiang Mai), qui s'était révolté en 1727, et n'avait rien fait pour empêcher l'annexion des États Shans du Nord par la dynastie Qing dans les années 1730. La vallée de la Mu se trouvait année après année sur la route des incursions de Manipur.
C'est durant cette période troublée, en l'absence d'autorité royale, qu'émergèrent des hommes comme Aung Zeya. Il assuma les responsabilités de son père comme chef de village à un peu plus de vingt ans. Grand pour l'époque (1,80 m selon un envoyé britannique), solidement bâti, il avait une autorité naturelle et était considéré comme un chef parmi ses pairs de la vallée. Ils commencèrent à lui confier la responsabilité de les défendre contre les raids de Manipur.
Le régime d'Ava se méfiait de tout rival potentiel. En 1736, le commandant de ses armées Taungû Yaza convoqua Aung Zeya à Ava pour voir si ce chef de village de 22 ans constituait une menace potentielle. Satisfait de voir qu'il n'avait pas de visée sur le trône, Taungû Yaza lui décerna au nom du roi le titre de Bala Nanda Kyaw. Aung Zeya devint le second de son oncle Sitha Mingyi, seigneur de la vallée de la Mu, et kyekaing (ကြေးကိုင်, tɕéɡàɪɴ), un administrateur responsable de la perception des impôts et du maintien de l'ordre.

## Fondation de la dynastie Konbaung
L'autorité d'Ava continua à s'affaiblir au cours des années suivantes. En 1740, les Môns de Basse-Birmanie se révoltèrent, fondant le royaume restauré d'Hanthawaddy, avec pour capitale Pégou (Bago). Les faibles tentatives d'Ava pour récupérer le sud du pays furent infructueuses. Une guerre de basse-intensité s'établit entre Ava et Pégou, jusqu'en 1751, lorsque les Môns lancèrent leur assaut final, envahissant la Haute-Birmanie avec toutes leurs forces. Au début de 1752, aidées par les armes à feu fournies par la Compagnie française des Indes orientales et des mercenaires portugais, ils étaient aux portes d'Ava. Le prince héritier d'Hanthawaddy, Upayaza, ordonna à tous les administrateurs de Haute-Birmanie de se soumettre. Certains choisirent de coopérer, mais d'autres, comme Aung Zeya, préférèrent résister.
Aung Zeya persuada 46 villages de la vallée de la Mu de se joindre à sa résistance. Il trouva une audience favorable auprès d'« un groupe exceptionnellement fier d'hommes et de femmes » de Haute-Birmanie qui voulaient réparer les nombreuses humiliations subies par leur royaume jadis si fier. Le 29 février 1752 (pleine lune de Tabaung 1113), alors que les forces d'Hanthawaddy étaient sur le point de franchir les murailles d'Ava, Aung Zeya se proclama roi sous le nom d’Alaungpaya (l'embryon de Bouddha) et fonda la dynastie Konbaung. Son nom de règne complet était Thiri Pawara Wizaya Nanda Zahta Maha Dharma Yazadiyaza Alaung Mintayagyi.
Il ne convainquit cependant pas tout le monde. Après la chute d'Ava le 23 mars 1752, son propre père lui conseilla de se soumettre : il lui fit valoir que, bien qu'ayant des quantités de soldats enthousiastes, il manquait de mousquets et que leur petite palissade ne résisterait jamais à une armée bien équipée qui venait de mettre à sac Ava, puissamment fortifiée. Alaungpaya, impavide, déclara : « Quand on combat pour son pays, il importe peu qu'on soit rares ou nombreux. ce qui compte est que vos camarades aient un cœur sincère et des bras forts. » Il prépara sa défense en fortifiant Moksobo (renommé Shwebo), avec une palissade et des douves. Il fit couper la forêt à l'extérieur, détruire les mares et combler les puits.

## Réunification de la Birmanie (1752–1759)

### Haute-Birmanie (1752–1754)
Konbaung n'était qu'un des nombreux îlots de résistance apparus indépendamment en Haute-Birmanie. Par chance pour eux, le commandement môn crut que la prise d'Ava équivalait à la victoire sur toute la région, et il renvoya les deux tiers de la force d'invasion à Pégou, laissant sur place moins de 10 000 hommes pour ce qui était considéré comme une simple opération de pacification. Au début, cette stratégie sembla fonctionner. Les forces d'Hanthawaddy établirent des avant-postes dans le nord (aujourd'hui le nord de la région de Sagaing) et trouvèrent des alliés dans les Gwe Shans de Madaya (dans le nord de l'actuelle région de Mandalay).
Les forces d'Alaungpaya dispersèrent cependant les deux détachements envoyés par Hanthawaddy pour s'assurer de son allégeance. Elles survécurent ensuite à un siège d'un mois par une armée de plusieurs milliers d'hommes commandés par le général Talaban lui-même, qu'elles finirent par vaincre. La nouvelle se répandit. Bientôt Alaungpaya rassembla une véritable armée dans la vallée de la Mu et ailleurs, profitant des relations de sa famille et choisissant comme lieutenants d'autres chefs de la petite noblesse. le succès attira de plus en plus de recrues venues de toute la Haute-Birmanie. La plupart des autres forces de la résistance le rejoignirent, ainsi que les officiers de l'ancienne garde du palais, avec toutes les armes qu'ils avaient pu conserver. En october 1752, il était devenu le principal adversaire d'Hanthawaddy : il avait détruit tous les avant-postes au nord d'Ava et vaincu leurs alliés Gwe Shans de Madaya. Des légendes commençaient à courir sur son compte. Ses soldats pensaient qu'ils ne pouvaient échouer quand il était à leur tête.
Malgré des revers répétés, Pégou n'envoya pas de renforts, alors même qu'Alaungpaya consolidait ses gains en Haute-Birmanie. Le 3 janvier 1754, les forces de Konbaung reprirent Ava. Alaungpaya reçut alors l'hommage des états shans voisins, aussi loin au nord que Momeik. En mars 1754, Hanthawaddy envoya finalement toute son armée, mettant le siège devant Ava et avançant jusqu'à Kyaukmyaung, à une vingtaine de kilomètres de Shwebo. Mais la contre-attaque menée par Alaungpaya en personne refoula l'envahisseur en mai.

### Basse-Birmanie (1755–1757)

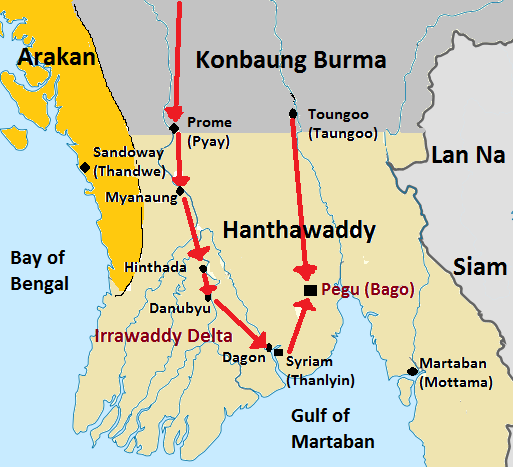
Invasion de la Bass-Birmanie en 1755–1757. Sandoway (Thandwe), Chiang Mai, Martaban et Tavoy envoyèrent un tribut après la chute de Pégou.

La guerre se transforma de plus en plus en conflit ethnique entre le nord birman et le sud môn. Les Pégouans engagèrent une politique désastreuse de persécution des Birmans du sud. Il exécutèrent aussi en octobre 1754 Mahadhammaraza Dipadi, le roi de la dynastie Taungû qu'ils détenaient encore. Alaungpaya exploita la situation, encourageant le reste des troupes birmanes à se rallier à lui, ce que beaucoup firent.
Renforcé par des levées de soldats dans toute la Haute-Birmanie, y compris de contingents shans, kachins et chins, il lança une offensive-éclair sur la Basse-Birmanie en janvier 1755. Dès le mois de mai, ses armées s'étaient emparées de tout le delta de l'Irrawaddy et avaient pris Dagon (qu'il renomma Yangon, signifiant la Fin de la lutte - Rangoun). Mais cette avance connut un arrêt brutal à Syriam (Thanlyin), importante ville portuaire défendue par les Français, contre laquelle se brisèrent plusieurs assauts. Alaungpaya chercha à s'allier avec la Compagnie anglaise des Indes orientales et à obtenir des armes. Ni l'un ni l'autre ne se produisirent. Les forces Konbaung prirent finalement la ville en juillet 1756, après un siège de 14 mois. Elles submergèrent ensuite les défense d'Hanthawaddy, déterminées mais très inférieures en nombre, et mirent à sac la capitale Pégou en mai 1757, mettant fin aux 17 ans de la renaissance mône.
Après cela, Chiang Mai et les autres États du nord-ouest de l'actuelle Thaïlande, révoltés depuis 1727, envoyèrent rapidement des tributs. Il en fut de même dans le sud, où les gouverneurs de Martaban (Mottama) et Tavoy (Dawei) envoyèrent aussi des tributs.

### États shans du nord (1758–1759)
En 1758, Alaungpaya envoya une expédition dans le nord des États Shans (aujourd'hui le nord et l'est de l'État de Kachin, le nord de l'État Shan et la préfecture autonome dai de Xishuangbanna, au Yunnan), qui avaient été annexés par la dynastie Qing au milieu des années 1730. Dès le début de 1759, les birmans y avaient rétabli leur autorité (les tentatives chinoises pour récupérer la région conduisirent à la guerre sino-birmane de 1765-1769, sous les règnes de l'empereur Qianlong et d'Hsinbyushin, fils d'Alaungpaya).

### Cap Negrais (1759)
Alaungpaya tourna ensuite son attention vers la colonie anglaise du Cap Negrais, à la pointe occidentale du delta de l'Irrawaddy. Les britanniques, inquiets des succès du royaume d'Hanthawaddy soutenu par les français, s'en étaient emparé en 1753. Au cours de la guerre contre Hanthawaddy, Alaungpaya avait offert de le leur céder, en échange d'une aide militaire. Il avait même ignoré le fait qu'un navire de la compagnie anglaise des Indes orientales, l’Arcot, avait vendu des armes à ses ennemis et ouvert le feu sur ses troupes au cours de la bataille de Syriam. (Une lettre d'Alaungpaya à Georges III écrite en 1756 sur une feuille d'or de 55 par 12 cm et incrustée de 24 rubis a été récemment découverte à Hanovre,. Dans cette lettre, confiée à l'enseigne  John Dyer, Alaungpaya reconnaît formellement l'établissement de la compagnie anglaise des Indes orientales dans son pays, mais seulement par un ordre royal à l'intention du roi d'Angleterre.)
Mais il ne reçut aucune aide militaire. Les Anglais affirmèrent qu'ils ne pouvaient fournir des armes, trop engagés qu'ils étaient dans leur propre guerre de Sept Ans contre les français. En 1758, Alaungpaya apprit cependant que la compagnie anglaise des Indes orientales avait vendu des munitions et des armes (500 mousquets) à des rebelles môns. (Selon l'historien britannique GE Harvey, cette nouvelle était une invention de ses conseillers arméniens et le nombre de mousquets était de 5, et non pas 500.) Le 6 octobre 1759, un bataillon birman de 2000 hommes s'empara du fort anglais, mettant fin au premier établissement colonial britannique en Birmanie,.

## Guerres étrangères

### Manipur (1756 & 1758)

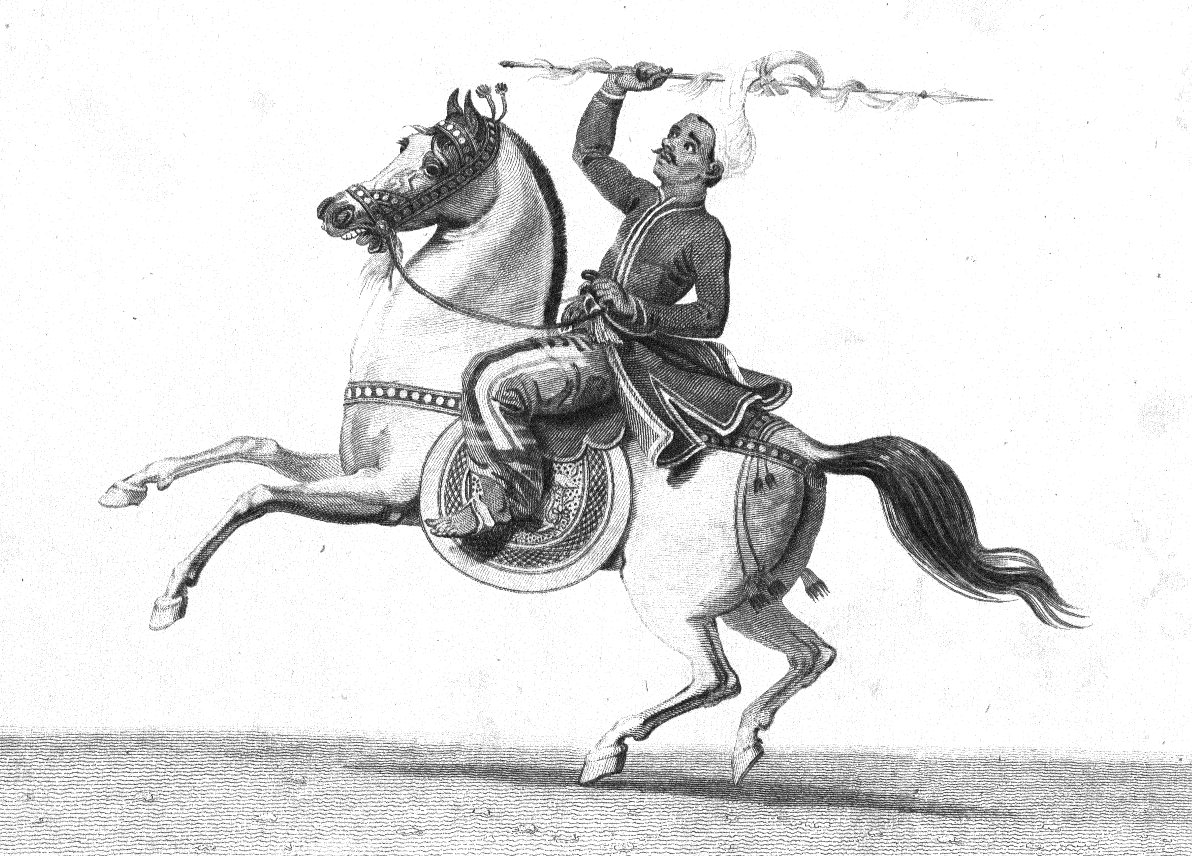
Un cavalier Cassay au service de l'armée Konbaung.
(An account of an embassy to the kingdom of Ava, : sent by the Governor-General of India, in the year 1795, par Michael Symes, publié en 1799.)

Alaungpaya, qui avait grandi alors que les raids de Manipur ravageaient chaque année sa région natale, avait l'intention de rendre la pareille dès qu'il en serait capable. Tandis que le gros de ses forces assiégeait Syriam, il envoya une expédition contre Manipur pour « susciter le respect ». Au début de 1756, l'armée birmane défit l'armée de Manipur et ravagea le pays, un évènement appelé par les Manipuri la « première dévastation »,. Après sa victoire en Basse-Birmanie, Alaungpaya mena lui-même une nouvelle expédition en novembre 1758, cette fois pour placer le candidat birman sur le trône de Manipur. Ses armées l'envahirent par la route de Khumbat, dans la vallée de Manipur : elles rencontrèrent une féroce résistance à Palel. Après Palel, les birmans entrèrent sans tirer un coup de feu dans la capitale Imphal. Selon les Manipuris, leurs armées y commirent des crimes « d'une cruauté indicible » contre la population, lui infligeant « l'un des pires désastres de son histoire ». Mais l'historien GE Harvey écrit qu'Alaungpaya « ne leur faisait que ce qu'ils avaient fait à son peuple. » Alaungpaya mit son candidat sur le trône de Manipur et repartit avec son armée. Il emmena aussi avec lui de nombreux cavaliers manipuris, qui formèrent un corps de cavalerie d'élite de l'armée birmane (les cavaliers Cassay). (Ce fut le début du long engagement de la dynastie Konbaung au Manipur. Le petit royaume se révéla un tributaire turbulent, qui se révolta en 1764, 1768–1770 et 1775–1782. Les birmans se désengagèrent de la région en 1782 et n'y revinrent qu'en 1814.)

### Siam (1759-1760)

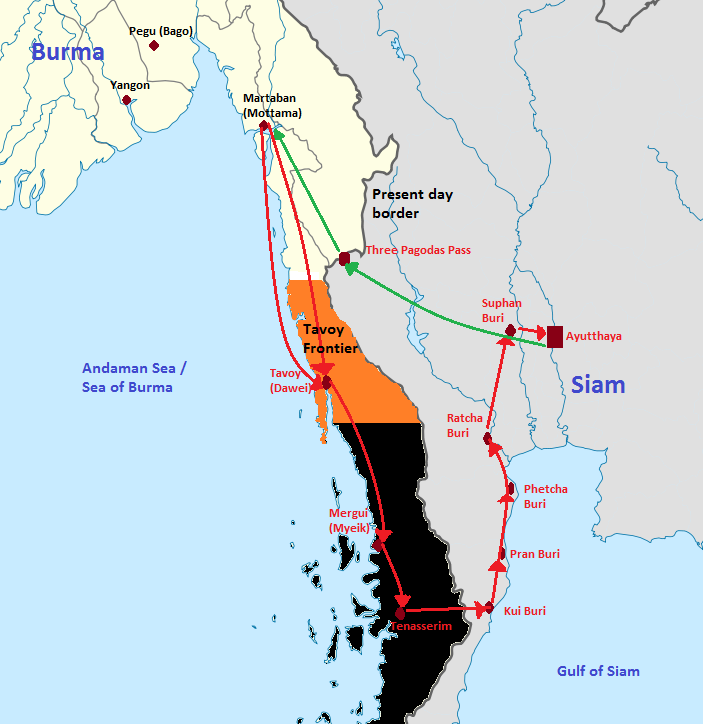
Trajet d'invasion du Siam (en rouge) et retour (en vert) de la campagne de 1759–1760.

Après la saison des pluies 1759, Alaungpaya et ses armées revinrent dans le sud pour s'occuper de la Basse-Birmanie encore instable. Un an auparavant une importante révolte môn s'était déclenchée, qui avait provisoirement expulsé le gouverneur Konbaung de Pégou. La rébellion avait été réprimée, mais une résistance mône était encore active dans le nord du Tenasserim (actuel État Môn), où le contrôle de la dynastie était encore largement nominal. Les siamois avaient abrité les chefs rebelles et leurs troupes. Alaungpaya chercha à obtenir du roi du Siam l'assurance qu'il n'interviendrait pas dans les affaires birmanes et qu'il lui remette les chefs rebelles. Les siamois rejetèrent ces demandes et se préparèrent à la guerre.
En décembre 1759, l'armée d'Alaungpaya, forte de 40 000 hommes, quitta Martaban pour envahir le Siam par le Tenasserim. Son deuxième fils, Hsinbyushin, lui servait de second. Les Birmans occupèrent Tanintharyi, puis tournèrent vers l'est, traversèrent la chaîne du Tenasserim et aboutirent sur les côtes du golfe de Thaïlande ; ils remontèrent ensuite vers le nord en prenant les villes côtières de Kuwi, Pranburi et Phetchaburi. La résistance siamoise se renforça alors que les birmans approchaient de la capitale Ayutthaya, mais elle fut repoussée avec de lourdes pertes en hommes, armes à feu et munitions,. Les armées birmanes atteignirent Ayutthaya en avril 1760. Cependant, cinq jours à peine après le début du siège, Alaaungpaya tomba soudain malade. (Les sources siamoises affirment qu'il fut blessé par l'explosion d'un canon alors qu'il inspectait son artillerie. Les chroniques birmanes, pour leur part, déclarent clairement qu'il tomba malade.  Il y a peu de raisons de ne pas les croire, dans la mesure où mourir de blessures reçues au combat est plus glorieux que de succomber à une maladie commune. On pense que cette maladie était la dysenterie ou les écrouelles.
Les forces birmanes commencèrent leur retraite le 17 avril 1760. Seul le général Minkhaung Nawrahta avec 6000 hommes et 500 cavaliers Cassay restèrent en arrière-garde pour repousser les attaques siamoises durant la retraite.
Les birmans ne réussirent donc pas à détruire le Royaume d'Ayutthaya, mais ils annexèrent le nord de la côte du Tenasserim, déplaçant la frontière vers le sud, au moins jusqu'à Tavoy et Mergui. (Les siamois reprirent en 1761 le sud de la côte jusqu'à Mergui.)

## Décès

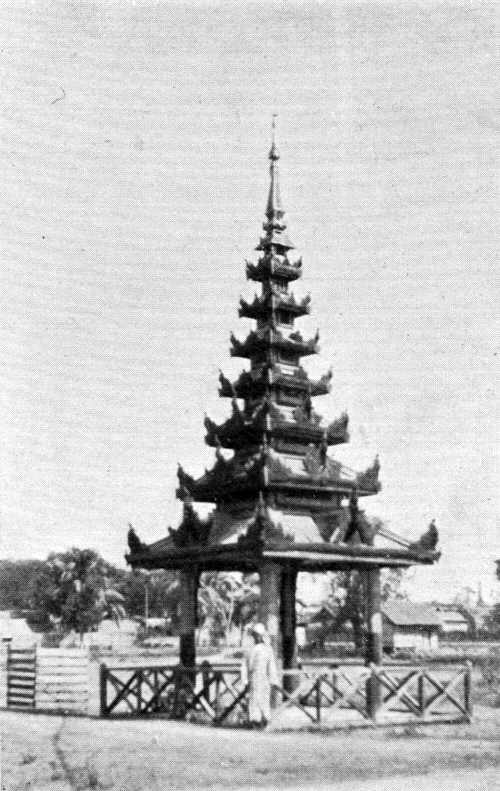
Tombe d'Alaungpaya à Shwebo (photographiée en 1904).

Alaungpaya mourut à l'aube du dimanche 11 mai 1760, transporté par son avant-garde à Kinywa, près de Martaban. Il avait voulu revoir une dernière fois sa ville natale, Shwebo, mais en vain. Sa mort fut rendue publique à Rangoun, et son corps fut transporté vers le nord sur une barge royale. Lorsqu'elle accosta à Kyaukmyaung, près de Shwebo, toute la cour vint à sa rencontre et le porta solennellement à Shwebo par la porte de Hlaingtha. Il fut enterré dans la capitale avec le rituel royal. Il n'avait régné que onze ans et avait moins de 46 ans. L'historien GE Harvey écrit qu'« on se souvient des hommes par les années qu'ils ont utilisées, pas celles qu'ils ont duré. »
Son fils aîné Naungdawgyi lui succéda, bien qu'Hsinbyushin essayât de s'emparer du trône (il devint roi en 1763, de même qu'un autre fils d'Alaungpaya, Bodawpaya, en 1782).

## Administration
Alaungpaya passa l'essentiel de son règne à la guerre. Pour l'administration de ses nouveaux territoires, il poursuivit les politiques de la dynastie Taungû, dont l'aspect le plus important était la réduction des vice-royautés. héréditaires. Celles-ci étant une cause permanente d'instabilité, le roi nomma des gouverneurs à la tête de la plupart des territoires nouvellement conquis dans la vallée de l'Irrawaddy. Il confirma le poste de nombreux gouverneurs, s'ils s'étaient soumis sans combattre. En fait, la plupart des gouverneurs môns conservèrent leur poste. Il ne nomma que trois vice-rois : un dans le district des Sept Collines (actuelle Région de Magway, autour de Mindon), un à Taungû et un à Pégou ; aucun n'était héréditaire : il ne les nomma vice-rois qu'à cause de sa relation personnelle avec eux (le vice-roi de Taungû était un de ses jeunes frères, par exemple). Après la mort de leurs titulaires, les postes devinrent automatiquement de simples gouvernorats. En accord avec les politiques de Taungû, Alaungpaya n'autorisa les vice-royautés héréditaires que dans les régions périphériques comme les États Shans et le Lanna. (Les rois Konbaung plus tardifs réduisirent progressivement le nombre de vice-royautés héréditaires même dans les États Shans).
Alaungpaya est cependant à l'origine d'une nouveauté importante, reprise par ses successeurs : l'installation de colonies militaires et d'implantations civiles en Basse-Birmanie. Celle-ci a joué un rôle important dans l'effacement progressif de la civilisation mône au début du XIXe siècle.

### Infrastructures

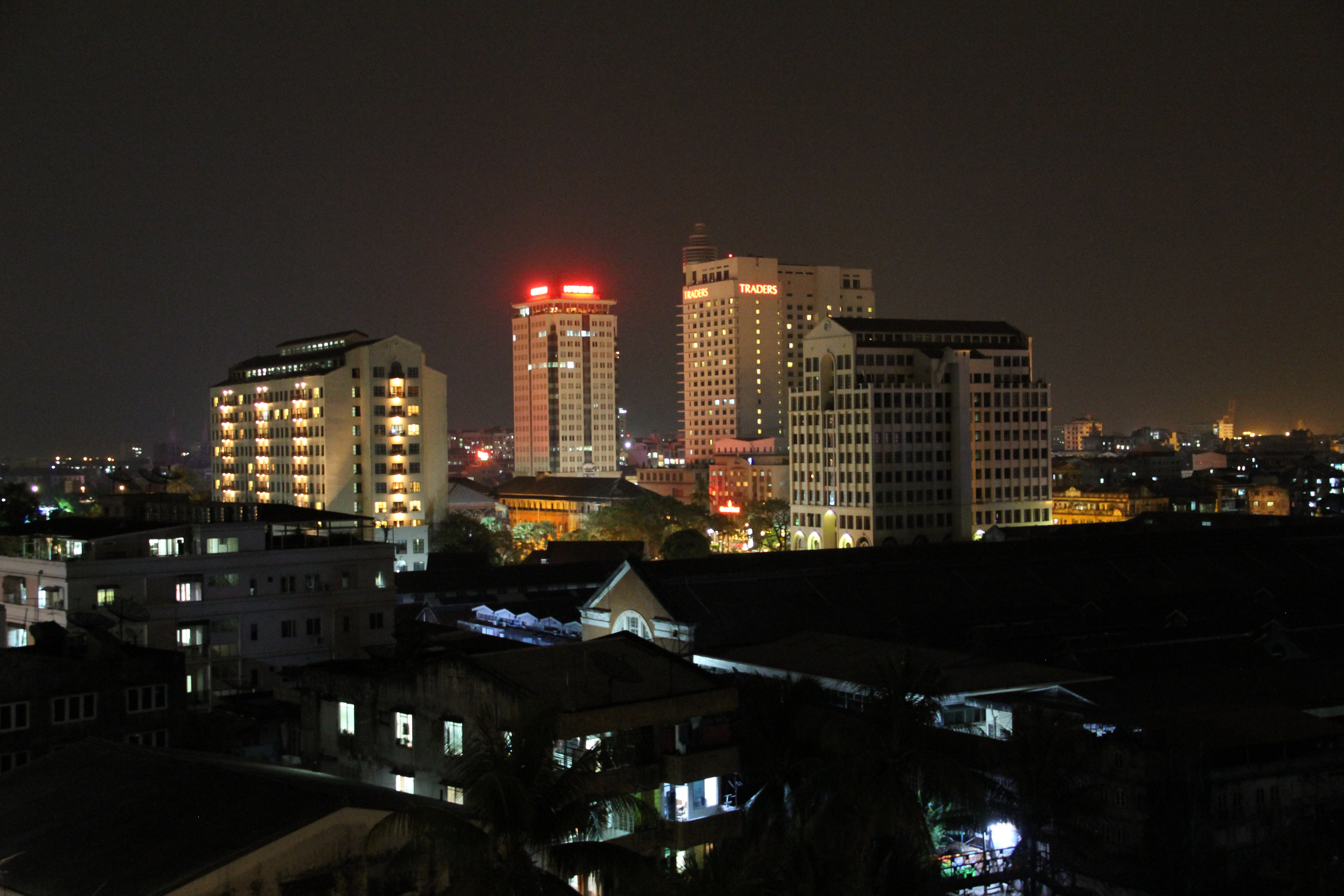
Rangoun aujourd'hui.

Alaungpaya a ordonné quelques travaux dans les intervalles de ses campagnes militaires. En 1752, il fit de Shwebo la capitale de son royaume, transformant ce qui n'était qu'un village de taille moyenne en ville importante. Il construisit un palais sur le modèle de ceux des anciens rois. En 1758, il fit creuser le lac Mahananda pour alimenter la ville en eau. Il construisit aussi un barrage sur la Mu pour l'irrigation, mais ces travaux furent laissés à l'abandon après sa mort
Son œuvre la plus durable est la fondation de Rangoun (Yangon). Après avoir conquis le village de Dagon (qui entourait la pagode Shwedagon) en 1755, il y implanta des habitants de sa région natale. (Le nom de lieux de la vallée de la Mu comme Ahlon et Kyaukmyaung ont été conservés jusqu'à aujourd'hui dans la toponymie de Rangoun.) Au moment de la première Guerre anglo-birmane, en 1824, Rangoun avait remplacé Syriam (Thanlyin) comme port principal du royaume.

### Justice
En 1755, Alaungpaya commanda le Manu Kye dhammathat (le Livre de la loi de Manu Kye), une compilation des lois et coutumes existantes, ainsi que de la jurisprudence conservée dans les ouvrages précédents. Bien qu'il soit mal organisé et offre peu d'explications sur des passages contradictoires, il acquit une très grande popularité, grâce à sa nature encyclopédique et au fait qu'il était écrit dans un birman simple, avec peu de pâli.

### Personnalité
Alaungpaya était un chef militaire charismatique « de la première qualité », capable d'inspirer son peuple à faire de grandes choses. Il était très généreux dans la louange et la récompense, mais aussi sans pitié pour l'échec. Selon GE Harvey, « les hommes pensaient qu'ils ne pouvaient échouer quand il était à leur tête » et « être nommés à une de ses investitures était l'ambition de leur vie. »

## Famille

### Épouses
1. Me Yun San, reine principale
2. Shin Pyei
3. Shin Min Du
4. Thida Mahay
5. Shin Kla
6. Shin Shwe Kho Gyi
7. Shin Shwe Kho Gale

### Fils
1. Naungdawgyi, 1734–1763 (roi de 1760 à sa mort)
2. Hsinbyushin, 1736–1776 (roi de 1763 à sa mort)
3. Amyint Mintha, 1743–1777
4. Bodawpaya, 1745–1819 (roi de 1782 à sa mort)
5. Pakhan Mintha, 1749–1802
6. Sitha Mintha, 1753–1782
7. Pindale Mintha, 1754–1785
8. Myingun Mintha, mort en 1804
9. Kodaw-gyi, mort jeune
10. Myawaddy Mintha, mort en 1792

### Filles
1. Khin Myat Hla, morte jeune
2. Me Tha, Sri Maha Mangala Devi, Princesse de Kanni, née en 1738
3. Me Myat Hla, 1745–1788
4. Me Sin, Princesse of Pégou, 1747–1767
5. Me Minkhaung, Princesse de Pandaung
6. Min Shwe Hmya, Princesse de Zindaw, née en 1754
7. Me Nyo Mya, Princesse de Pin